# Mezihoří (Mlázovice)
Mezihoří je malá vesnice, část obce Mlázovice v okrese Jičín. Nachází se asi 2 km na jihovýchod od Mlázovic. V roce 2009 zde bylo evidováno 9 adres. V roce 2001 zde trvale žilo 7 obyvatel.
Mezihoří leží v katastrálním území Mlázovice o výměře 8,48 km2.